# Melanoplus sanguinipes
Melanoplus sanguinipes is een rechtvleugelig insect uit de familie veldsprinkhanen (Acrididae). De wetenschappelijke naam van deze soort is voor het eerst geldig gepubliceerd in 1798 door Fabricius.